# David Verbeek
 (octobre 2018).
David Verbeek, né en 1980 à Amsterdam, est un réalisateur et un scénariste néerlandais.

## Filmographie
- 2008 : Shanghai Trance[2]
- 2010 : R U There (en)[3]
- 2011 : Club Zeus[4]
- 2013 : Immortelle (court métrage)[5]
- 2013 : How to Describe a Cloud[6]
- 2015 : Full Contact (en)[7]
- 2018 : Trapped in the City of a Thousand Mountains (court métrage)
- 2018 : An Impossibly Small Object[8]